# Man In Space Soonest
Man In Space Soonest var amerikanska flygvapnets program för att så snabbt som möjligt skicka upp en människa i rymden. Projektet lades ner 1 oktober 1958 när NASA bildades och skulle administrera alla USA:s bemannade rymdflygningar. Det ersattes av Mercuryprogrammet.